# سيسيل مارشال
سيسيل مارشال (13 سبتمبر 1939 - 10 سبتمبر 2011) هو لاعب كريكت كندي.

## وصلات خارجية
- سيسيل مارشال على موقع إي آس بي آن كريك إنفو (الإنجليزية)